# Massimino di Besançon
Massimino di Besançon (... – III secolo) è tradizionalmente considerato il secondo santo vescovo di Besançon. Il suo culto fu confermato da papa Leone XIII nel 1900.

## Il culto
Il suo nome figura al secondo posto negli antichi cataloghi episcopali della Chiesa di Besançon, tra quelli di Lino e Paolino. Secondo alcune fonti, sarebbe il quarto vescovo dopo Ferreolo di Besançon, depennato nell'XI secolo per motivi politici, Lino e Germain.
Le più antiche notizie relative al santo, secondo cui il vescovo condusse vita eremitica a 6 miglia dalla città e sarebbe ivi sepolto, risalgono all'XI secolo; secondo una tradizione poco attendibile, documentata solo dal XV secolo, sarebbe stato consacrato vescovo da papa Caio e sarebbe morto un 31 maggio assistito dal suo discepolo Paolino, che gli succedette nell'episcopato.
Tale tradizione era legata all'esistenza di una cappella dedicata a un san Massimino che si ergeva nei boschi di Foucherans (le più antiche notizie relative all'edificio sacro risalgono al 1410). Vi si celebrava una festa il 29 maggio, data in cui si commemorava san Massimino, vescovo di Treviri.
Nel 1695 Daniel Papebroch affermò che il Massimino e il Paolino venerati a Besançon come vescovi del luogo fossero da ritenere, in realtà, gli omonimi santi vescovi di Treviri, inseriti indebitamente nella serie dei vescovi di Besançon; tale ipotesi fu ritenuta valida anche da Louis-Sébastien Le Nain de Tillemont.
Quando, nel 1754, il cardinale Antoine Clériade de Choiseul-Beaupré decise di riformare i libri liturgici e di compiere ricognizioni delle reliquie venerate in diocesi, affidò le indagini sul culto di san Massimino al suo vicario generale, Bailly, che nel 1759 concluse che quello venerato nella cappella di Foucherans fosse il santo di Treviri: di conseguenza, nel 1761 il nome di san Massimino venne rimosso dal breviario di Besançon.
Il culto popolare di san Massimino, comunque, rimase vivo e, per porre fine alla devozione, nel 1777 il curato di Foucherans fu costretto a ritirare le reliquie e ad abbattere la cappella; neanche questo stratagemma si dimostrò efficace e la pratica del pellegrinaggio annuale alle rovine delle cappella continuò anche negli anni della rivoluzione.
Nel 1864 il cardinale Jacques-Marie-Adrien-Césaire Mathieu, nuovo arcivescovo di Besançon, ordinò l'erezione di una nuova cappella a Foucherans e le reliquie di Massimino furono ricollocate sotto l'altare: concesse messa e ufficio con lezione propria da celebrarsi al 29 maggio.
Il suo culto come santo fu confermato da papa Leone XIII con decreto del 24 novembre 1900.